# 兰利 (单位)
兰利（langley，缩写为），是测量太阳辐射强度的国际通用计量单位，1947年设立，为纪念美国物理学家塞缪尔·兰利而得名。
1兰利=1卡路里/1平方厘米，如果换算为国际单位制中的“焦耳/平方米”，则1兰利=41840.00焦耳/平方米。